# Окіл Мура

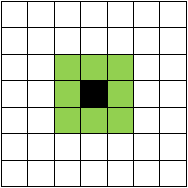
Двомірний окіл Мура 1-го порядку

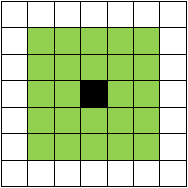
Двомірний окіл Мура 2-го порядку

Окіл Мура клітини (англ. Moore neighborhood) — сукупність восьми клітин на квадратному паркеті, що мають спільну вершину з даною клітиною. Окіл отримав свою назву на честь одного з піонерів теорії клітинних автоматів Едварда Мура.
Окіл Мура і окіл фон Неймана — це найчастіше застосовувані околи в двовимірних моделях клітинних автоматів.
Окіл застосовується у відомій моделі клітинного автомата Джона Конвея «Життя».
Поняття околу Мура можна узагальнити на випадок довільного числа вимірів: наприклад, окіл Мура кубічної комірки в тривимірному Евклідовому просторі, поділеному на рівновеликі куби, складається з 26 комірок, що мають із нею спільну вершину.